# Saint-Martin-de-la-Porte
Saint-Martin-de-la-Porte település Franciaországban, Savoie megyében. Lakosainak száma 692 fő (2022. január 1.). Saint-Martin-de-la-Porte Montricher-Albanne, Saint-Julien-Mont-Denis, Saint-Martin-d’Arc, Les Belleville, Saint-Michel-de-Maurienne és Valloire községekkel határos.

## Népesség
A település népessége az elmúlt években az alábbi módon változott:
| Lakosok száma | 691  | 686  | 704  | 679  | 679  | 679  | 679  | 684  | 692  |
|               | 2013 | 2015 | 2016 | 2017 | 2018 | 2019 | 2020 | 2021 | 2022 |